# تجارة المعاوضة
تجارة المعاوضة شكل حديث من أشكال المقايضة، حيث يتفق بلد معين على قبول كمية من السلع والبضائع من بلد آخر ثان، مقابل حصول البلد الثاني على سلعة مبادلة معادلة للسلع المستوردة من البلد الأول، بحيث لا تتأثر موازين المدفوعات لكلا البلدين بهذا التبادل التجاري.